# Broombeck

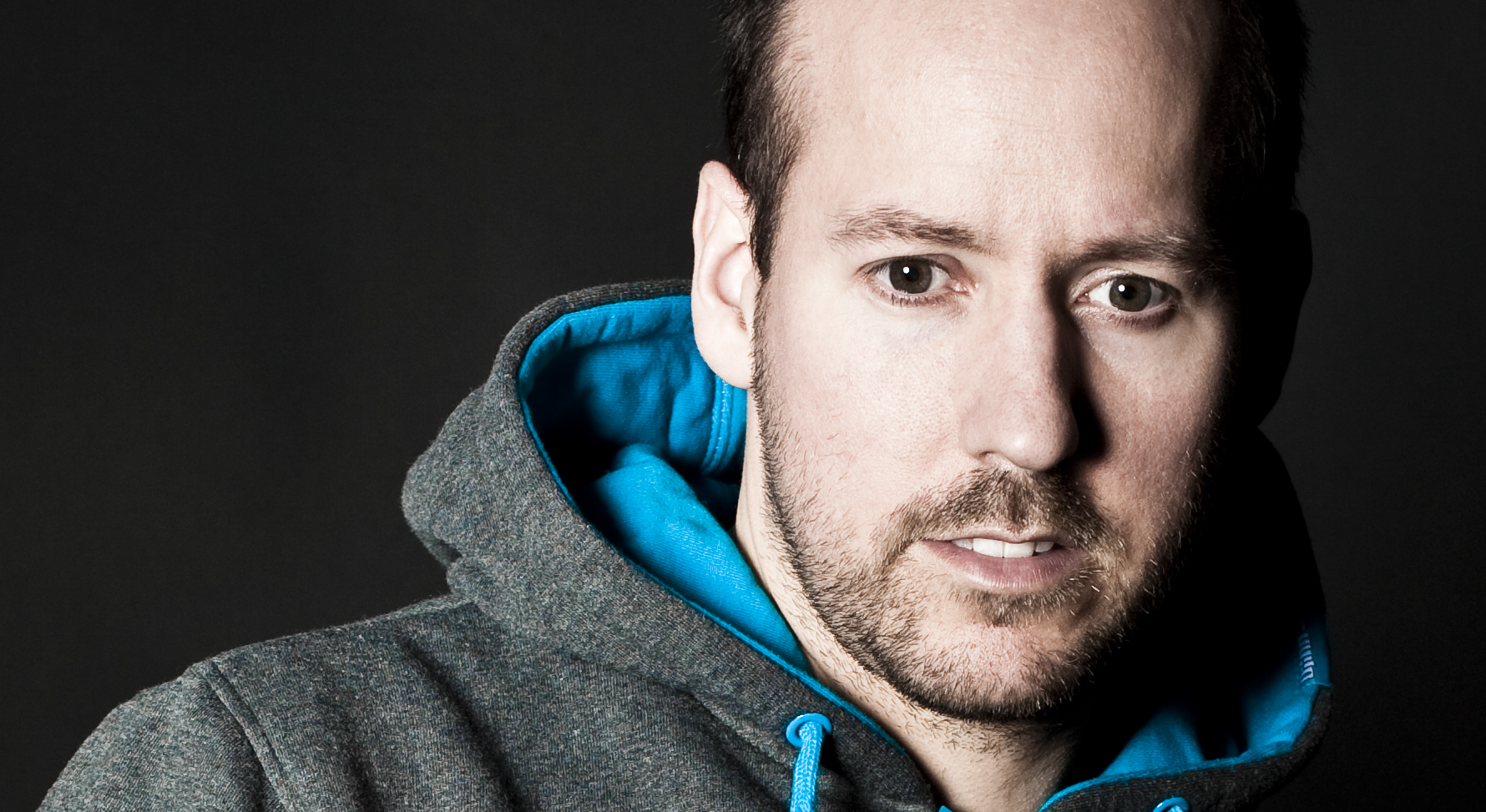
Broombeck (Marcus Schmahl)

Broombeck ist ein Soloprojekt des deutschen Techno- und Techhouse-Musikers Marcus Schmahl (* 13. April 1974 in Mainz). Gegründet wurde Broombeck im April 2008.

## Musik
Schmahl arbeitet in seinem Tonstudio als Musiker und Composer seit 1992. Er produziert eine Vielzahl weiterer Projekte, welche stilistisch die Bereiche Hip-Hop, Downbeat, Jazz, Lounge, House, Techno, Electronica, Electro, und Drum and Bass abdecken. Er erstellt unter dem Projektnamen Broombeck elektronische Club-Musik für Plattenlabel wie Sébastien Légers Mistakes Music, Opossum Rec. und Monika Kruses Label Terminal M.
Mit dem Track The Clapper hatte er seinen bisher größten Erfolg. Das Stück Mono Turn führte für mehr als 6 Wochen die Beatport-Charts an und erreichte damit Platz 8 der Beatport-Verkaufscharts 2008. Darüber hinaus erschienen einige Titel auf bekannten Compilations wie der Time Warp Compilation 09 (Mix von Marco Carola) oder Headliners (Mix von D Ramirez) auf Azuli Records.
Schmahl kombiniert in seinen Stücken perkussive Grooves, tiefe Basslines, Breaks und experimentelle Klänge. Seine Kompositionen entstehen oft aus einer Kombination unterschiedlicher Musikstile.
Seit 2009 präsentiert Schmahl das Projekt Broombeck live in Clubs wie dem Frankfurter Cocoon Club oder dem Berghain in Berlin.

## Diskographie

### Singles und EPs
- 2008: The Clapper (Opossum Recordings)
- 2008: Mono Turn (BCBTec)
- 2008: Protect Your Neck (Opossum Recordings)
- 2008: Temperature (Data Punk)
- 2009: Lowrida / Dance I Said (Mistakes Music)
- 2009: Mono Turn Revisited (BCBtec)
- 2009: The Clapper Reclapped (Opossum Recordings)
- 2010: Tik Tik Tak Boom (Human Garden Music)
- 2010: Deliverance EP (Terminal M)

### Remixes
- 2008: Federico Scavo feat. Meme – Corda (Broombeck Remix) (One Louder Berlin)
- 2008: Elite Force – White Lightning (Broombeck Remix) (U&A Recordings)
- 2008: Sebastian Lutz – La Danza (Broombeck Remix) (BCBTec)
- 2008: Format B: – Full House (Broombecks Full Clap Mix) (Opossum Recordings)
- 2009: Monika Kruse – When I Woke Up (Broombeck Remix) (Frequenza Records)
- 2009: Alex D’Elia & Nihil Young – Mafia Wars (Broombeck Remix) (Frequenza Records)
- 2010: Marko Nastic – Roll The Dice (Broombeck Remix) (82 Rec.)
- 2010: John Lagora – Shit Bar (Broombeck Remix) & (Broombeck Vocal Mix) (Frequenza Records)